# دهستان قزل‌گچیلو
قزل گچیلو، دهستانی است از توابع بخش مرکزی شهرستان ماهنشان در استان زنجان ایران.

## جمعیت
براساس سرشماری سال ۱۳۸۵ جمعیت آن ۲٬۳۴۸ نفر (۵۸۱ خانوار) بوده‌است.